# Droits LGBT en Thaïlande
Pour des articles plus généraux, voir LGBT+ en Thaïlande et Droits LGBT.

## Homosexualité
L'homosexualité a été décriminalisée en 1956,.

### Reconnaissance des couples de même sexe
En 2018, le gouvernement prépare une loi ouvrant le droit au partenariat civil pour les couples homosexuels.
Le 20 décembre 2023, les députés ont voté par 360 voix contre 10 en faveur d'un accord pour permettre le mariage sans restriction de sexe ou de genre, ouvrant la voie à une légalisation future.
Le 27 mars 2024, les membres la Chambre des représentants votent favorablement en faveur de la légalisation du mariage homosexuel,. La loi est adoptée après le vote du Sénat le 18 juin suivant puis signée et promulguée par le roi Rama X.
Le 18 juin 2024, 130 des 250 sénateurs thaïlandais approuvent une loi légalisant le mariage homosexuel en Thaïlande. La Thaïlande devient ainsi le premier pays d'Asie du Sud-Est, et le troisième pays d'Asie (après Taïwan et le Népal), à légaliser le mariage pour tous. Les premières unions homosexuelles pourront être célébrées 120 jours après le 24 septembre 2024, date de promulgation de la loi,,
Le 23 janvier 2025, la Thaïlande devient le 38e pays du monde, et le premier en Asie du Sud-Est, à légaliser le mariage homosexuel.

## Protection contre les discriminations
Depuis 2015, la loi relative à l'égalité des sexes protège tous les individus des discriminations en Thaïlande. Sa mise en œuvre est très inégale.